# Stanisław Potrzebowski
Stanisław Potrzebowski (ur. 9 lutego 1937 w Brześciu nad Bugiem) – doktor historii oraz filozofii, wykładowca akademicki, porucznik Sił Powietrznych LWP, założyciel i naczelnik związku wyznaniowego Rodzima Wiara, a także jeden z założycieli Europejskiego Kongresu Religii Etnicznych.

## Życiorys
Jesienią 1939 r. wobec perspektywy aresztowania ojca rodzina uciekła z Brześcia (pod okupacją sowiecką) do Suwałk (wówczas okupacja niemiecka), gdzie mieszkała rodzina matki . W kwietniu 1940 – prawdopodobnie w ramach akcji AB – ojciec Stanisława został aresztowany przez Niemców i zesłany do obozu Sachsenhausen, a następnie Mauthausen, gdzie umarł jesienią 1940. Do końca wojny rodzina Potrzebowskich mieszkała w Suwałkach, a po jej zakończeniu przeniosła się do Gliwic, gdzie Stanisław zdał maturę .
W latach 1954–1957 studiował geologię na Akademii Górniczo-Hutniczej w Krakowie. Poznał tam Bolesława Tejkowskiego (wówczas Bernarda) i zaangażował się w 1956 w działalność Rewolucyjnego Związku Młodzieży oraz kampanię poselską Tejkowskiego w styczniu 1957 . W październiku 1957 zatrzymany i przesłuchany przez SB po rzuceniu w budynku AGH ulotek protestujących przeciw zamknięciu pisma „Po Prostu”, w konsekwencji czego wycofał się z wszelkiej działalności niezależnej . W latach 1958–1966 służył w lotnictwie LWP. W 1961 roku ukończył OSL w Dęblinie w stopniu podporucznika pilota, zostając lotnikiem wojskowym. Wojsko opuścił w stopniu porucznika w 1966 roku, początkowo utrzymując, że został usunięty za swoje nacjonalistyczne poglądy; później twierdził, że zwolnił się na własną prośbę . W 1972 roku skończył z wyróżnieniem studia na Uniwersytecie Wrocławskim, uzyskując tytuł magistra historii.
W 1971 został przyjęty na kontakt operacyjny Zarządu II Sztabu Generalnego WP. Wobec jego indywidualnych starań o rozpoczęcie studiów doktoranckich w RFN, polski wywiad zdecydował, że studia będą dobrym pretekstem (tzw. „legendą”) do prowadzenia działalności szpiegowskiej w RFN po aklimatyzacji i obronie doktoratu. W latach 1972–1973 odbył polskie przeszkolenie wywiadowcze, używał pseudonimu Rymski. W 1973 wyjechał do RFN (z paszportem turystycznym), gdzie podjął studia doktoranckie. Wywiad PRL udzielał mu wsparcia finansowego, jednak było ono niewielkie i musiał podjąć pracę zarobkową.
Od 1974 mieszkał w Moguncji, przygotowując na uniwersytecie w Moguncji pod kierunkiem prof. Gottholda Rhode doktorat z filozofii nt. ruchu Zadrugi, obroniony i wydany drukiem pod tytułem Zadruga. Eine völkische Bewegung in Polen w Bonn, w 1982 roku. W trakcie pobytu nie wykonywał żadnych zadań wywiadowczych przedłużając okres aklimatyzacji, wyjąwszy zalecane przez centralę obronę doktoratu i małżeństwo (zawarte w 1978 z obywatelką USA, zakończone rozwodem). W 1981 odmówił polecenia powrotu do kraju, a od maja 1981 nie utrzymywał kontaktu z centralą. Wobec powyższego faktu i podejrzeń o dekonspirację (m.in. umieszczenie informacji o swojej zawodowej służbie wojskowej w notce biograficznej w swojej książce), wywiad PRL w 1986 roku zdecydował o rozwiązaniu z nim współpracy.
W latach 1982–1984 był dyrektorem Instytutu Socjologii Stosowanej w Bonn; w 1985 wyjechał do RPA, gdzie pracował m.in. w Deutsche Schule Pretoria; po wyjeździe z Europy wywiad PRL nie posiadał informacji o miejscu jego pobytu. Pobyt w RPA umocnił jego przekonania zadrużne. W 1991 roku wrócił do kraju, na stałe zamieszkując we Wrocławiu. W 1992 roku w swoim mieszkaniu ukrywał się poszukiwany przez policję lider PWN-PSN .

## Kontrowersje
W kwietniu 1993 roku Gazeta Wyborcza wydrukowała serię artykułów autorstwa Wojciecha Jagielskiego i Jerzego Jachowicza dotyczących zabójstwa Chrisa Haniego przez Janusza Walusia, w których przypisano Potrzebowskiemu działalność w Światowym Ruchu Apartheidu, współpracę z Bolesławem Tejkowskim oraz opłacenie kaucji za skinheadów, którzy w lutym 1990 roku pobili na rynku we Wrocławiu czarnych studentów świętujących uwolnienie Nelsona Mandeli, a także uczestnictwo w Afrykanerskim Ruchu Oporu. Część zarzutów potwierdzały wypowiedzi niektórych osób, w tym lidera Ruchu, jak również obecność współprowadzonego przez Potrzebowskiego zakładu badawczego w budynku gospodarzonym przez neofaszystów.
Potrzebowski w rozmowie z Jachowiczem miał zaprzeczyć zarzutom dotyczącym skinheadów oraz współpracy z Tejkowskim, tłumacząc się swoją nieobecnością w Polsce; przy tym przyznał, że poznał Walusia. Początkowo też miał przyznać, że był członkiem Światowego Ruchu Apartheidu, czemu jednak zaprzeczył w sprostowaniu wydrukowanym przez GW w 2002 roku.

## Publikacje
- Zadruga: eine völkische Bewegung in Polen, Bonn 1982
- Słowiański ruch Zadruga, Szczecin 2016
- Zorian Dołęga-Chodakowski. Znaczenie jego dzieła 1818-2018 [w:] Zorian Dołęga-Chodakowski: O Sławiańszczyźnie przed chrześcijaństwem, Wrocław 2018